# Constantin Țenescu
Constantin Țenescu (ur. w 1893, zm. ?) – rumuński strzelec uczestnik Igrzysk Olimpijskich 1924. Na igrzyskach olimpijskich w Paryżu uczestniczył we wszystkich konkurencjach strzelania z karabinu. Zajął 19. miejsce w karabinie dowolnym – 600 m – indywidualnie, co było najwyższą lokatą Rumunów w konkurencjach indywidualnych na tamtych igrzyskach. W karabinie – 50 m – na leżąco – indywidualnie zajął 65, przedostatnią pozycję. Natomiast w drużynie Rumuni byli 13.